# Jeux équestres mondiaux de 1990
Navigation
Édition suivante
Les Jeux équestres mondiaux de 1990 ont été organisés en Suède à Stockholm. Il s'agit de la première édition des jeux équestres mondiaux organisés par la fédération équestre internationale.

## Contexte
L'idée de rassembler en un même lieu l'ensemble des championnats du monde des différentes discipline équestres remonte aux années 1980. C'est sous l'impulsion du prince Philip, duc d’Édimbourg, Président de la Fédération Équestre Internationale (FEI) de 1964 à 1986, que le projet voit le jour,.

## Compétition

### Site des compétitions
Le choix du site s'est porté sur Stockholm, d'une part pour des raisons historiques, Stockholm ayant été la première édition des Jeux olympiques à voir les trois disciplines du dressage, du saut d'obstacles et du complet disputées, et d'autre part pour sa gestion des sports équestres lors des Jeux olympiques d'été de 1956. Rome et Lisbonne étaient également pressenties pour accueillir ces Jeux,.
L'Olympic Stadium est le site principal de l'évenement. Des travaux de rénovation ont été entrepris les années précédant les Jeux pour la bonne tenur des Jeux.

### Disciplines
L'édition comporte six disciplines équestres : le dressage, le saut d’Obstacles, le concours complet, l'attelage, l'endurance et la voltige.

### Nations participantes
Trente-sept pays représentés par 422 athlètes ont participé à cette édition des Jeux équestres.

## Compteur de médailles par nations
|    | Nation               | Or | Argent | Bronze | Total |
| -- | -------------------- | -- | ------ | ------ | ----- |
| 1  | Allemagne de l'Ouest | 4  | 4      | 4      | 12    |
| 2  | France               | 2  | -      | 1      | 3     |
| 3  | Nouvelle-Zélande     | 2  | -      | -      | 2     |
| 3  | Suède                | 2  | -      | -      | 2     |
| 5  | Royaume-Uni          | 1  | 4      | 1      | 6     |
| 6  | États-Unis           | 1  | -      | 2      | 3     |
| 7  | Suisse               | 1  | -      | 1      | 2     |
| 8  | Hongrie              | -  | 1      | 1      | 2     |
| 8  | Pays-Bas             | -  | 1      | 1      | 2     |
| 10 | Belgique             | -  | 1      | -      | 1     |
| 10 | Finlande             | -  | 1      | -      | 1     |
| 10 | Union soviétique     | -  | 1      | -      | 1     |
| 13 | Australie            | -  | -      | 1      | 1     |
| 13 | Espagne              | -  | -      | 1      | 1     |

## Résultats

### Attelage
Cinquante-deux meneurs prennent part à la compétition, et quarante parviennent au bout des trois épreuves.
| Classement | Meneur           | Pays     | Points Dressage | Points Marathon | Points maniabilité | Total Points |
| ---------- | ---------------- | -------- | --------------- | --------------- | ------------------ | ------------ |
|            | Tomas Eriksson   | Suède    | 32,80           | 98,60           | 0,00               | 131,40       |
|            | Jozsef Bozsik    | Hongrie  | 35,20           | 96,60           | 0,00               | 131,80       |
|            | Ijsbrand Chardon | Pays-Bas | 35,80           | 97,20           | 0,00               | 133,00       |

| Classement | Meneurs                                            | Pays     | Total Points |
| ---------- | -------------------------------------------------- | -------- | ------------ |
|            | Christer Pahlsson Jan-Erik Pahlsson Tomas Eriksson | Suède    | 271,60       |
|            | Ijsbrand Chardon Theo Weusthof                     | Pays-Bas | 291,60       |
|            | Jozsef Bozsik Lajos Sipos Laszlo Juhasz            | Hongrie  | 292,80       |

### Concours complet d'équitation
| Classement | Cavalier       | Cheval         | Pays             |
| ---------- | -------------- | -------------- | ---------------- |
|            | Blyth Tait     | Messiah        | Nouvelle-Zélande |
|            | Ian Stark      | Murphy Himself | Royaume-Uni      |
|            | Bruce Davidson | Pirate Lion    | États-Unis       |

| Classement | Cavaliers                                                  | Chevaux                                          | Pays                 |
| ---------- | ---------------------------------------------------------- | ------------------------------------------------ | -------------------- |
|            | Andrew Nicholson Andrew Scott Blyth Tait Mark Todd         | Spinning Rhombus Umptee Messiah Bahlua           | Nouvelle-Zélande     |
|            | Karen Straker Rodney Powell Virginia Leng Ian Stark        | Get Smart The Irishman II Griffin Murphy Himself | Royaume-Uni          |
|            | Edith Beine Matthias Baumann Marina Loheit Herbert Blöcker | Kyang Alabaster Sundance Kid Feine Dame          | Allemagne de l'Ouest |

### Dressage
| Classement | Cavalier           | Cheval    | Pays                 |
| ---------- | ------------------ | --------- | -------------------- |
|            | Nicole Uphoff      | Rembrandt | Allemagne de l'Ouest |
|            | Kyra Kyrklund      | Matador   | Finlande             |
|            | Monica Theodorescu | Ganimedes | Allemagne de l'Ouest |

| Classement | Cavaliers                                                            | Chevaux                              | Pays                 |
| ---------- | -------------------------------------------------------------------- | ------------------------------------ | -------------------- |
|            | Sven Rothenberger Ann-Kathrin Kroth Monica Theodorescu Nicole Uphoff | Ideaal Golfstrom Ganimedes Rembrandt | Allemagne de l'Ouest |
|            | Nina Menkova Valery Tishkov Olga Klimko Yuri Kovshov                 | Dikson Kholst Shipovnik Bouket       | Union soviétique     |
|            | Daniel Ramseier Silvia Iklé Christine Stückelberger Sam Schatzmann   | Random Spada Gauguin Rochus          | Suisse               |

### Endurance
| Classement | Cavalier      | Cheval          | Pays        |
| ---------- | ------------- | --------------- | ----------- |
|            | Becky Hart    | RD Grand Sulton | États-Unis  |
|            | Jane Donovan  | Ibriz           | Royaume-Uni |
|            | Jane Petersen | Abbeline Lionel | Australie   |

| Classement | Cavaliers                                                          | Chevaux                                          | Pays        |
| ---------- | ------------------------------------------------------------------ | ------------------------------------------------ | ----------- |
|            | Elizabeth Finney Judith Heely Joy Loyla Lilla Wall                 | Show Girl II Shumac General Portfolio Hero Alfie | Royaume-Uni |
|            | Dominique Crutzen Armand de Merode Jean-Luc Marchal Marcel Rossius | Domino de Sier Perlita Mamlouk Arafat            | Belgique    |
|            | Juan Alvarez Pascual Alvarez José M. Manzano Roser Xalabarder      | Muntcho Melfenik Olga Kid                        | Espagne     |

### Saut d'obstacles
| Classement | Cavalier      | Cheval           | Pays        |
| ---------- | ------------- | ---------------- | ----------- |
|            | Éric Navet    | Quito De Baussy  | France      |
|            | John Whitaker | Henderson Milton | Royaume-Uni |
|            | Hubert Bourdy | Morgat           | France      |

| Classement | Cavaliers                                                | Chevaux                                                            | Pays                 |
| ---------- | -------------------------------------------------------- | ------------------------------------------------------------------ | -------------------- |
|            | Éric Navet Hubert Bourdy Roger-Yves Bost Pierre Durand   | Quito De Baussy Morgat Norton de Rhuys Jappeloup                   | France               |
|            | Karsten Huck René Tebbel Otto Becker Ludger Beerbaum     | Nepomuk Borsu Urchin Optiebeurs Pamina Almox Gazelle               | Allemagne de l'Ouest |
|            | Nick Skelton John Whitaker Michael Whitaker David Broome | Alan Paul Grand Slam Henderson Milton Henderson Mon Santa Lennegan | Royaume-Uni          |

### Voltige
| Classement | Voltigeur         | Cheval      | Pays                 |
| ---------- | ----------------- | ----------- | -------------------- |
|            | Michael Lehner    | Zarewitsch  | Allemagne de l'Ouest |
|            | Christoph Lensing | Rascal      | Allemagne de l'Ouest |
|            | Dietmar Otto      | Mainzelmann | Allemagne de l'Ouest |

| Classement | Voltigeuse         | Cheval      | Pays                 |
| ---------- | ------------------ | ----------- | -------------------- |
|            | Silke Bernhard     | Mainzelmann | Allemagne de l'Ouest |
|            | Silke Michelberger | Zarewitsch  | Allemagne de l'Ouest |
|            | Ute Schönlan       | Marco Polo  | Allemagne de l'Ouest |

| Classement | Cheval   | Pays                 |
| ---------- | -------- | -------------------- |
|            | Dagobert | Suisse               |
|            | Thimu    | Allemagne de l'Ouest |
|            | Carrera  | États-Unis           |